# Ейнар Йонссон
Ейнар Йонссон (ісл. Einar Jónsson, 11 травня 1874, Галтафель, Ісландія — 18 серпня 1954, Рейк'явік, Ісландія) — ісландський скульптор.
Йонссон — перший ісландський скульптор, який домігся міжнародного визнання. Народився в селянській сім'ї; його рідним братом був відомий художник Асгрімур Йонссон. У 1893 році Йонссон виїхав в Данію. У Копенгагені він отримав художню освіту у Стефана Абеля Сіндінга. Перша персональна виставка відбулася в 1901 році в королівському палаці Шарлоттенбург, після якої молодий скульптор отримав державну стипендію ісландського Альтингу.
За допомогою отриманої стипендії Йонссон багато подорожував з навчальною метою, жив у Німеччині та Італії. В 1915—1916 роках працював у США і в Канаді. У Філадельфії він створив пам'ятник першому вікінгу (або першого європейця), який ступив на землю Америки — Торфінну Карлсефні. У Вінніпезі йому належить Пам'ятник Героям (Першої світової війни).
Повернувшись в Ісландію, скульптор багато працював. Він створив в Рейк'явіку пам'ятники королю Християна IX, релігійного поета Хальгрімуру Петурссону, ісландському первопоселенцю Ингольфу Арнарсону й іншим. Деякі скульптури Йонссона близькі за манерою виконання робіт Огюста Родена. Скульптор також створював твори на міфологічні мотиви.
У Рейк'явіку створено музей робіт Ейнара Йонссона з прилеглим до нього Садом скульптур.